# Cuadratrice

Cuadratricea lui Dinostrate (în roșu)

În matematică, cuadratricea (în latină: quadrare, "a face pătrat, a calcula") este o curbă utilizată pentru cuadratura cercului sau altei figuri.
Astfel, cuadratricea lui Dinostrate este o curbă generată mecanic de intersecția unei drepte, ce se rotește uniform în jurul unui punct, cu o dreaptă care se traslatează uniform, vitezele corespunzătoare fiind proporționale.
Ecuația în coordonate polare a acestei curbe este:
{\displaystyle r={\frac {2a\theta }{\pi \sin \theta }}.}
Prima descriere a acestei curbe este atribuită lui Hippias (secolul V î.Hr.), care a utilizat-o pentru trisecțiunea unghiului, iar Dinostrate (secolul IV î.Hr.) a utilizat-o pentru cvadratura cercului.